# Geany
Geany —  вільний текстовий редактор з базовими елементами інтегрованого середовища розробки, побудований на основі Scintilla з використанням  бібліотеки GTK2 (в Geany 1.38.0 видалена підтримка GTK2, а для Geany 2.0.0 потребується GTK 3.24), доступний для операційних систем: *BSD, Linux, Mac OS X, Solaris і Windows. Geany поширюється згідно з GNU General Public License.
Geany не містить компілятора. Для створення  виконуваного коду використовується GNU Compiler Collection або, за потреби, будь-який інший компілятор.

## Функції
- Підсвічування початкового коду з урахуванням синтаксису використовуваної  мови програмування (мова визначається автоматично за розширенням файлу).
- Автозавершення слів.
- Автоматична підстановка теґів закривання для HTML / XML.
- Автоматична підстановка функцій (стандартних та тих, що містяться у відкритих файлах).
- Простий менеджер проектів.
- Підтримка  плагінів.
- Вбудований емулятор термінала.
- Підтримка великої кількості кодувань символів.
- Гнучкий інтерфейс.
- Можливість використання й створення  сніпетів за допомогою спеціального файлу snippets.conf у каталозі /home/user/.config/geany, який дозволяє створювати й свої сніпети.
- Можливість використання й створення шаблонів файлів. Ці шаблони повинні бути розташовані в каталозі /home/user/.config/geany/templates/files
- Зневадження коду за допомогою модуля (плагіну) GeanyGDB (використовує зневаджувач  GDB).
- Використання контекстної документації man, Devhelp. Можна активувати й свою, додавши, наприклад: firefox

## Мови, які підтримуються
Geany підтримує роботу з такими мовами програмування й розмітки:
-  ABC

- ActionScript
- Ada
-  ASM
- AutoIt
- Batch
-  C /  C # / C + +
- CAML
- CMake
- COBOL
- Conf
- CSS
-  D
- Diff
- Docbook
- F77
- Ferite
- Fortran
- FreeBasic
- GDScript
- GLSL
- Genie
- Groovy
- Haskell
- Haxe
- HTML
- Java
- JavaScript
- Julia
- Kotlin
- LaTeX
- Lua
- Make
- Markdown
- Matlab
- NSIS
- Pascal
- Perl
- PHP
- Po
- Python
-  R
- ReStructuredText
- Ruby
-  Sh (Bash)
- Smalltalk
- SQL
- Swift
- Tcl
- TypeScript
- Txt2tags
- Vala
- Verilog
- VHDL
- XML
- YAML

## Виноски
1. ↑  Див. файл ChangeLog.pre-0-17 в архіві з початковим кодом Geany.